# 江藤正博
江藤 正博（えとう まさひろ、1980年7月3日 - ）は、愛知県出身のフットサル選手であり、現在は指導者である。元フットサル日本代表。現在はFリーグ、デウソン神戸の監督に就任。
選手時代は、貰う前の動きの質やトラップで逆を取る相手との駆引に優れており、スピードと左利きが特徴の選手だった。
指導者としては、全国選抜フットサル大会で、初めて兵庫県男子選抜を日本一に導いたりと、わかりやすい指導には定評がある。

## 来歴
小学1年生でサッカーを始める。中学2年から高校2年の夏までの間はドイツ・デュッセルドルフに住んでおり、現地のインターナショナルスクールに通った。関西大学時代にサッカーと掛け持ちしながら、関西フットサルリーグ・カンカンボーイズでフットサルを始め、兵庫県選抜、日本代表を経験した。2004年、PREDATOR FCに移籍し、2007年のFリーグ開幕後はPREDATOR後身のバルドラール浦安、湘南ベルマーレ、デウソン神戸といったクラブを渡り歩いた。
2013年12月、アグレミーナ浜松へ移籍。2015年よりイタリア フットサルリーグセリエへ移籍。その後、フットサルを始めたカンカンボーイズの危機を救う為、イタリアから帰国。カンカンボーイズを関西1部へと復帰させる。

## エピソード
- 「エトゥー」「エトゥ」「エディ」「えとくん」「えとりん」「まー」「まーくん」「マーフィー」「マサヒー」など多数の愛称・あだ名を持つ[4][5]。

## 所属クラブ

### フットサル
- カンカンボーイズ
- 2004年 - 2008年： PREDATOR FC/PREDATOR URAYASU FC/バルドラール浦安
- 2008年 - 2012年： 湘南ベルマーレ
- 2012年 - 2013年12月： デウソン神戸
- 2013年12月 - 2015年 ： アグレミーナ浜松
- 2015年 - 2017年 : イタリアプロリーグ🇮🇹
- 2017年 - 現在 : カンカンボーイズ（関西1部リーグ）

### サッカー
- トキワ少年サッカースクール
- 岡崎市立北中学校
- International school of Duesseldorf
- 南山国際高等学校
- 関西大学TSC

## 個人成績
| 国内大会個人成績 | 国内大会個人成績 | 国内大会個人成績 | 国内大会個人成績 | 国内大会個人成績 | 国内大会個人成績 | 国内大会個人成績 | 国内大会個人成績 | 国内大会個人成績 | 国内大会個人成績 | 国内大会個人成績 | 国内大会個人成績 |
| 年度             | クラブ           | 背番号           | リーグ           | リーグ戦         | リーグ戦         | リーグ杯         | リーグ杯         | オープン杯       | オープン杯       | 期間通算         | 期間通算         |
| 年度             | クラブ           | 背番号           | リーグ           | 出場             | 得点             | 出場             | 得点             | 出場             | 得点             | 出場             | 得点             |
| 日本             | 日本             | 日本             | 日本             | リーグ戦         | リーグ戦         | Fリーグ杯        | Fリーグ杯        | 全日本選手権     | 全日本選手権     | 期間通算         | 期間通算         |
| ---------------- | ---------------- | ---------------- | ---------------- | ---------------- | ---------------- | ---------------- | ---------------- | ---------------- | ---------------- | ---------------- | ---------------- |
| 2007-08          | 浦安             | 13               | Fリーグ          | 9                | 0                | -                | -                |                  |                  |                  |                  |
| 2008-09          | 湘南             | 9                | Fリーグ          | 21               | 3                |                  |                  | 3                | 0                |                  |                  |
| 2009-10          | 湘南             | 9                | Fリーグ          | 23               | 5                | 1                | 0                | 6                | 1                | 30               | 6                |
| 2010-11          | 湘南             | 9                | Fリーグ          | 18               | 5                |                  | 1                | 3                | 5                |                  | 11               |
| 2011-12          | 湘南             | 9                | Fリーグ          | 22               | 5                | 1                | 0                | 4                | 2                | 27               | 7                |
| 2012-13          | 神戸             | 18               | Fリーグ          | 26               | 10               |                  |                  | 4                | 6                |                  |                  |
| 2013-14          | 神戸             | 18               | Fリーグ          | 25               | 9                | 1                | 1                | -                | -                | 26               | 10               |
| 2013-14          | 浜松             | 25               | Fリーグ          | 4                | 3                | -                | -                | 3                | 1                | 7                | 4                |
| 2014-15          | 浜松             | 7                | Fリーグ          |                  |                  | 0                | 0                |                  |                  |                  |                  |
| 通算             | 日本             | 日本             | Fリーグ          |                  |                  |                  |                  |                  |                  |                  |                  |
| 総通算           |                  |                  |                  |                  |                  |                  |                  |                  |                  |                  |                  |